# Pteris scabririgens
Pteris scabririgens är en kantbräkenväxtart som beskrevs av Fraser-jenk., S.C.Verma och T. G. Walker. Pteris scabririgens ingår i släktet Pteris och familjen Pteridaceae. Inga underarter finns listade.